# Olympique Saint-Quentin
Olympique Saint-Quentin is een Franse voetbalclub uit Saint-Quentin met als kleuren rood en wit. De club wordt momenteel voorgezeten door Didier Dubois en Marc Antonini is de erevoorzitter. Het eerste team, gecoacht door Juan-Luis Montero, speelt in de Championnat National 2.

## Geschiedenis
De club is van 1922 tot 1926 kampioen van de Aisne. Tijdens het seizoen 1951-1952 heeft Saint-Quentin ongetwijfeld zijn beste seizoen in de Coupe de France door eerst de profs van FC Nantes in de 32e finales te verslaan met een score van 2-1. Vervolgens verslaan ze JA Armentières (4-2) voordat ze in de 16e ronde van Valenciennes FC met 3-0 verliezen en tegelijkertijd de "France-Football" Challenge wonnen.
Tijdens het seizoen 1964-1965 vocht Olympique Saint-Quentinois, toen in Divisie 4, in de 16de finales in Amiens, waar de club een zware nederlaag te verwerken kreeg tegen Stade Rennes (10-0). Olympique de Saint-Quentin nam deel aan het Division 2 Championship van 1990 tot 1992 en eindigde in het eerste seizoen met de rode lantaarn, maar degradeerde niet na de degradatie van Avignon Football 84 en het tweede seizoen eindigde ze ook als laatste maar deze keer degradeerde ze wel.
In 1970 was OSQ een van clubs die een hoofdrol speelde bij de oprichting van Paris Saint-Germain. In die tijd werd inderdaad de voetbalclub van Parijs opgericht, maar deze had geen stadion. Het moest daarom samengaan met een professionele club om zijn bestaan te verzekeren. In Île-de-France bevindt zich echter alleen het Saint-Germain-stadion, dat net is gepromoveerd tot divisie 2. Deze club was 3e in de noordelijke groep van de CFA, de slechtst mogelijke plaats om gepromoot te worden in D2. Maar een laatste kampioenswedstrijd werd laat in het kampioenschap gespeeld tussen Saint-Quentin en de Racing club de Lens. Saint-Quentin hield hen met 1-1 in bedwang, als Lens deze wedstrijd had gewonnen, zouden de artésiens de 3e plaats hebben ingenomen in plaats van het Saint-Germain-stadion, waardoor Paris FC niet kon fuseren met de club uit Ile-de-France, en daarmee de oprichting van Paris Saint-Germain verhinderend had.
In 1991 bereikte Saint-Quentin de 32e finale tegen AJ Auxerre, maar ze verloren 2-0. In 1995-1996 bereikte Olympique de Saint-Quentin opnieuw de 32e finale tegen FC Nantes, maar opnieuw verloor de club deze keer met 7-1. De club viel stil daarna en eindigde vervolgens laatste in CFA, en vervolgens in CFA2 van het seizoen 2000-2001. In 1999-2000 schakelde de Saint-Quentinois in de 32e finales de Sporting Club de Bastia uit met de score van 1-0 en bereikte vervolgens de 16e finales, maar werden uitgeschakeld door de FC Metz na verlenging met 3-1. Aan het einde van het seizoen 2005-2006 keert de door Abdeslam Smaili opgeleide club terug naar de CFA en streeft ernaar binnen de drie jaar door te stoten naar de National.
Maar aan het einde van het seizoen 2006-2007 daalde de club opnieuw af naar CFA 2, ondanks een zeer goed tweede deel van het kampioenschap, maar een penalty kostte hen 3 punten (voor het gooien van stenen) veroordeelde hen tot de degradatie. De club ziet veel spelers vertrekken. Het volgende jaar moesten ze opnieuw naar de Honor Division.
In het seizoen 2009/2010 bereikte de club de 32e finale van de Coupe de France, waardoor de buurgemeente AS Fresnoy-le-Grand werd uitgeschakeld, maar leed een zware nederlaag, 6-0 tegen US Quevilly (CFA), toekomstige 1/4 finalist van dat seizoen.
Bekend om zijn training, wordt de OSQ vertegenwoordigd door het U17-team, opgeleid door Didier Toffolo, in het nationale kampioenschap voor het seizoen 2012/2013.
Na het winnen van het Division of Honour, blijft de OSQ voor het seizoen 2013-2014 in CFA2, de 5e klasse van het Franse voetbal.
Tijdens het seizoen 2018/2019 eindigde het team van Fabien Croze als eerste in hun groep in de Championnat National 3 (groep I: Haut de France) en trad het volgende seizoen aan in de Championnat National 2. In 2024 degradeerde de club. 

## Erelijst
- Championnat National 2: 1996
- Championnat National 3: 2019
- Division 3 Groupe Nord: 1990
- Division 4 Groupe A: 1986
- Coupe de l'Aisne : 1986, 1990, 1995, 1996, 1997, 1999, 2004, 2005, 2007, 2010, 2013, 2015, 2018
- Division d'Honneur: 1952, 1965, 1973, 1991, 2013
- Coupe de Picardie : 1983, 1984, 1987, 1998

## Trainers
- 1957-1960:  Albert Toris
- 1965-1966:  Stanislas Laczny
- 1966-1968:  André Cheuva
- 2012-2014:  Raymond Robbe
- 2014-2015:  Juan-Luis Montero
- 2016-2017:  Manuel Abreu
- 2017-2020:  Fabien Croze
- 2020-:  Juan-Luis Montero

## Bekende (oud-)spelers
- Jean-Marc Bosman
- Duckens Nazon

## Vrouwenploeg
Op 6 mei 2019, tijdens de algemene vergadering van de Saint-Quentin féminin, die werd voorgezeten door Chantal Lessieux, stond de club haar rechten af aan Olympique de Saint-Quentin. Tijdens het seizoen 2019/2020 speelt het team in Regional 2.

## Stadion
Het eerste team speelt in het Paul-Debrésie-stadion, ten noorden van de stad, met een capaciteit van ongeveer 10.000 zitplaatsen, waaronder meer dan 7.000 zitplaatsen. De andere OSQ-teams zijn verdeeld over dit stadion, de bijhorende trainingsvelden en het Philippe-Roth-stadion, met een tribune en gelegen in het stadscentrum. In 2018 werd het sportcomplex Paul-Debrésie uitgerust met een kunstgrasveld.